# Haroldius herrenorum
Haroldius herrenorum är en skalbaggsart som beskrevs av Renaud Maurice Adrien Paulian 1985. Haroldius herrenorum ingår i familjen bladhorningar. Inga underarter finns listade.